# John W. McCormack
John William McCormack (ur. 21 grudnia 1891, zm. 22 listopada 1980) – amerykański polityk ze stanu Massachusetts, działacz Partii Demokratycznej.
Urodzony w Bostonie McCormack pobierał nauki z publicznych szkołach, po czym studiował prawo w prywatnej kancelarii i został przyjęty do palestry stanu Massachusetts w roku 1913, po czym praktykował je w rodzinnym mieście.

## Kariera polityczna

### Przed Izbą Reprezentantów
McCormack, od zawsze związany z Partią Demokratyczną, przed wejściem w skład federalnej Izby Reprezentantów zajmował następujące stanowiska:
- Członek stanowej konwencji konstytucyjnej w 1917 i 1918 roku
- W czasie II wojny światowej służył w US Army
- W latach 1920–1922 deputowany do stanowej Izby Reprezentantów
- W latach 1923–1926 członek stanowego Senatu
  - W latach 1925–1926 lider demokratów w tej izbie
- Delegat na wszystkie stanowe konwencje demokratyczne od roku 1920, zaś w latach 1932, 1940, 1944 i 1948 delegat na konwencje ogólnokrajowe

### Izba Reprezentantów
McCormack zasiadał w Izbie Reprezentantów Stanów Zjednoczonych od roku 1928 (kiedy to został wybrany na miejsce wakujące po śmierci innego demokraty, Jamesa A. Gallivana) aż do swego odejścia na polityczną emeryturę z upływem kolejnej z wielu kadencji w roku 1971. Na swą pierwszą pełną dwuletnią kadencję kongresmena wybrano go bardzo szybko, bo w listopadzie tegoż roku. Ogółem zasiadał w Izbie od końcówki 70. Kongresu do schyłku 91.
Między 6 listopada 1928 a 3 stycznia 1963 reprezentował 12. okręg wyborczy Massachusetts, a pd 1963 do 1971 ósmy.
Przed objęciem przewodnictwa nad Izbą pełnił w niej szereg odpowiedzialnych stanowisk. Był m.in.: 
- Przewodniczącym Komitetu ds. Terytoriów (70. Kongres)
- Przewodniczącym Komitetu ds. Astronautyki i badań Kosmosu (85. Kongres)
- Liderem większości (1940–1947, 1949–1953 i 1955–1961)
- Zastępcą lidera mniejszości (1947–1949 i 1953–1955)
(Liderem mniejszości był wtedy były spiker, demokrata Sam Rayburn)

### Spiker Izby Reprezentantów

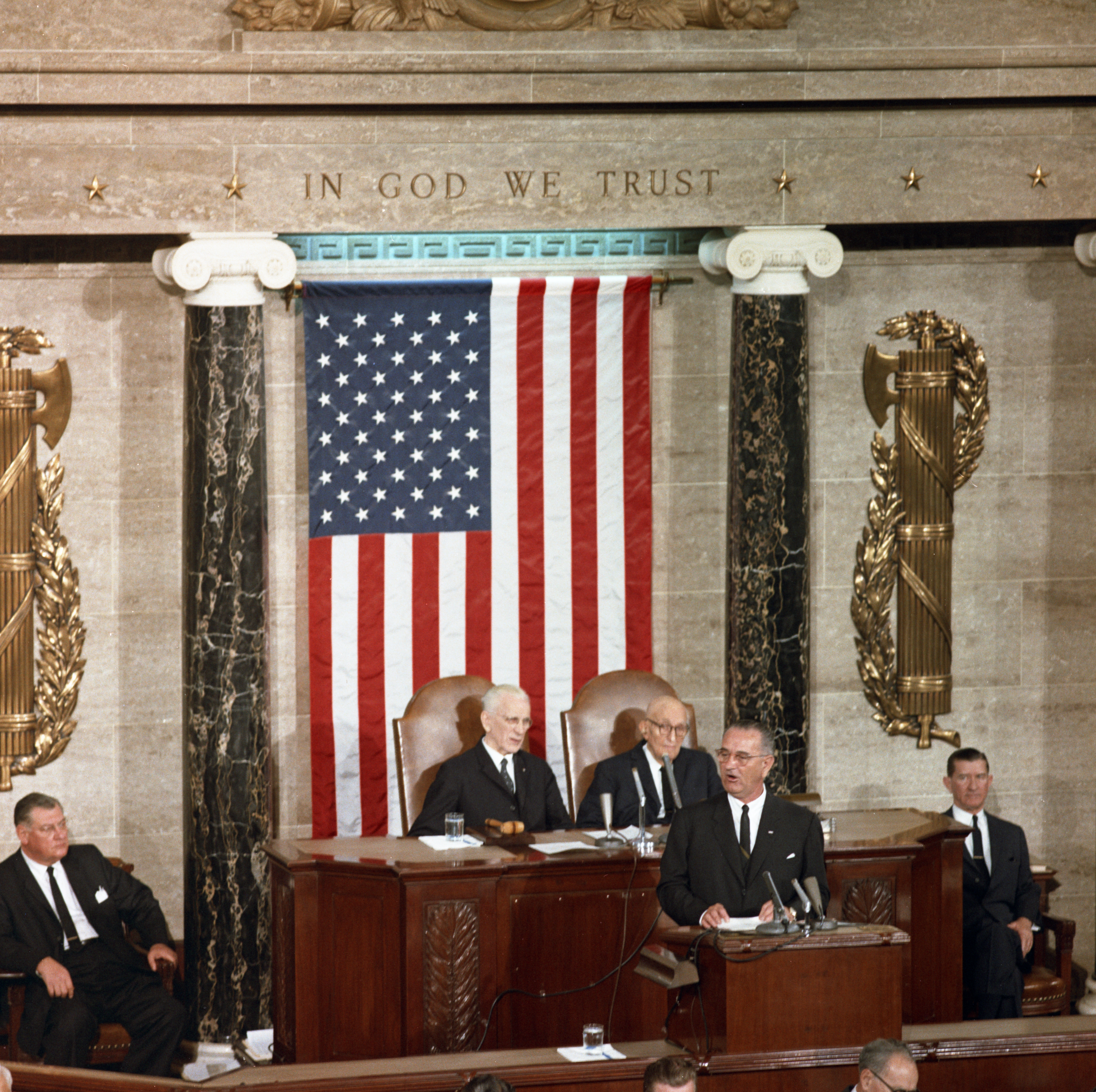
Spiker McCormack i przewodniczący pro tempore Senatu Carl T. Hayden podczas sesji połączonej w listopadzie 1953 (przemawia prezydent Lyndon B. Johnson

Po śmierci Rayburna niejako prawem hierarchicznej sukcesji McCormack został jego następcą, stając się trzecim wedle Konstytucji, po prezydencie i wiceprezydencie, człowiekiem w państwie. W odróżnieniu od swego poprzednika Rayburna, który był nie tylko najdłużej urzędującym, ale i uznawanym za jednego z „najpotężniejszych” spikerów, nie miał, jeżeli wierzyć powszechnej opinii, także w kręgach politycznych, jego wpływów.
Aczkolwiek sam McCormack zaliczał się do bardziej liberalnych członków Kongresu (wszak pochodził z mającego taką opinię Massachusetts) i popierał swego czasu Nowy Ład prezydenta Franklina D. Roosevelta, w czasie jego kadencji jako spikera doszło do konfliktu między generacją nowych, bardziej liberalnych, demokratycznych kongresmenów a starszymi politykami (takimi jak on sam), którzy dzierżyli prawie że niepodzielną władzę w kierownictwie partii.
Po zamordowaniu prezydenta Johna F. Kennedy’ego w listopadzie 1963 i objęciu urzędu przez wiceprezydenta Lyndona B. Johnsona Stany Zjednoczone nie miały do dnia 20 stycznia 1965 (kiedy został zaprzysiężony na to stanowisko Hubert Humphrey, partner Johnsona w zwycięskich dla demokratów wyborach) wiceprezydenta. Nie uchwalono wówczas jeszcze 25. poprawki do Konstytucji, która pozwalała w takim wypadku prezydentowi powołać nowego za zgodą obu izb Kongresu.
W owym czasie pierwszym w linii sukcesji prezydenckiej był właśnie spiker McCormack, a za nim prezydent pro tempore Senatu Carl T. Hayden. Z racji tego McCormack otrzymał ochronę osobistą Secret Service, która od tej pory towarzyszy każdemu spikerowi. Po śmierci Johnsona w roku 1973 McCormack w artykule napisanym dla The Boston Globe podzielił się swoimi doświadczeniami z tego okresu.
John W. McCormack zakończył swoją karierę polityczną dnia 3 stycznia 1971 wraz z wygaśnięciem jego kolejnego mandatu (nie ubiegał się już o reelekcję).
W roku 1983 University of Massachusetts Boston utworzył John W. McCormack Institute of Public Affairs, nazwany oczywiście na cześć zmarłego byłego spikera. W roku 2003 projekt został rozbudowany w John W. McCormack Graduate School of Policy Studies.